# Amoebekorst
Amoebekorst (Arthonia radiata) is een korstmossoort uit het geslacht vlekje (Arthonia).

## Determinatie
Amoebekorst is een korstvormig korstmos met een dun, wit thallus. Apotheciën zijn talrijk aanwezig. Ze zijn zwart van kleur en vlek- of stervormig met een diameter van 1–2 mm. De schijven zijn zwart, plat of licht convex, zonder rand.
De ascosporen zijn drievoudig gesepteerd, hebben de apicale cel niet vergroot en meten 12–18 × 4–6 μm. Ze zijn langwerpig, ovaal of spoelvormig en hebben stompe uiteinden. Het hymenium is 50 µm hoog, geelachtig, bruin aan de bovenkant. 
Pycnidiën zijn zeldzaam; ze zijn verzonken, zwart met een bruine rand en een diameter van 60–85 μm.
Met K+ heeft het een groene kleurreactie.

## Ecologie
Amoebekorst is een epifytische pioniersoort die groeit op gladde schors van bomen en struiken. Zeer schaduwrijke milieus worden gemeden. Karakteristieke standplaatsen vormen bomen en struiken in solitair verband en laanverband alsmede in open bossen. Het optimum ligt vaak op de op het zuiden of oosten geëxponeerde kant van de stam.

### Draagplanten
Hij groeit op de bast en takken van loofbomen, voornamelijk haagbeuken en hazelnoten, minder vaak beuken, essen en andere bomen, voornamelijk in bossen en bosjes.

### Syntaxonomie
In de syntaxonomie staat amoebekorst te boek als kensoort voor de schriftmos-klasse.

## Verspreiding
Het verspreidingsgebied van amoebekorst strekt zich uit over Noord-Amerika, Midden-Amerika, Europa en Azië, naast deze continenten wordt hij ook waargenomen in een van de Oost-Afrikaanse landen.
Amoebekorst is in Nederland een vrij algemene soort en staat niet op de Nederlandse Rode Lijst.